# Teos (farao)

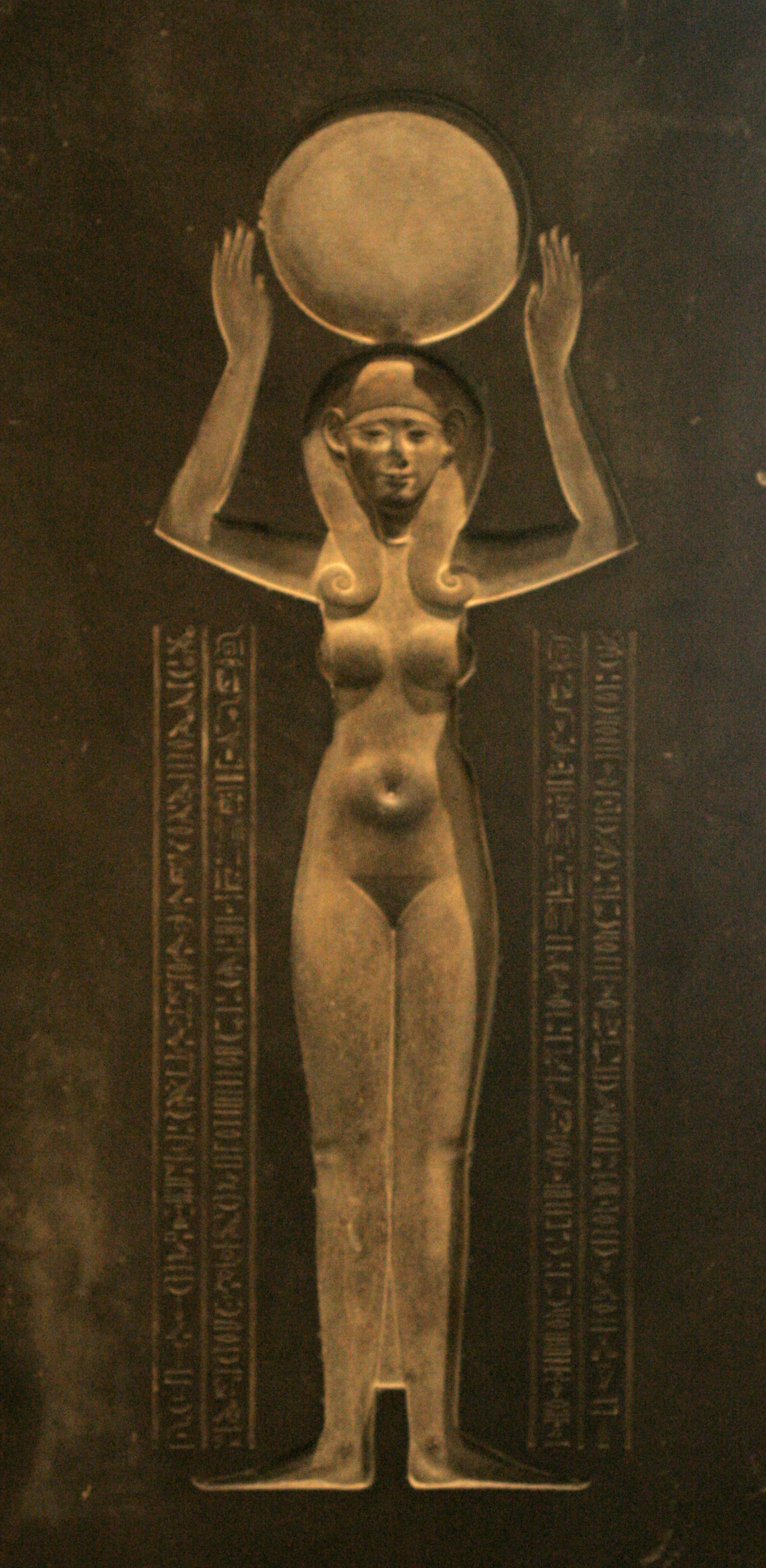
Deksel van de sarcofaag van Teos
Louvre

Teos was een farao uit de 30e dynastie van de Egyptische oudheid.
Vanaf 365 v.Chr. begeleidde Teos zijn vader Nectanebo I als co-regent. Na diens dood in 361/360 ging de farao alleen regeren. Om de dreiging van een Perzische inval onder Artaxerxes II af te wenden, richtte hij zich tot Griekse huurlingen. Dit was een gunstig moment door de opstand van de satrapen in Anatolië tegen Artaxerxes.
In 361 v.Chr. arriveerden de oude Spartaanse generaal Agesilaus in Egypte en de Atheense admiraal Chabrias met hun huurlingen. Hun onderlinge rivaliteit noodzaakte Teos om zelf het commando te voeren. Om de huurlingen te kunnen betalen, voerde Teos op advies van Chabrias belastinghervormingen door.
Terwijl hij vertrok voor een veldtocht naar Fenicië kwamen de Egyptenaren echter in opstand. Nectanebo II, een neef en generaal van Teos, keerde zich daarop in 360 v.Chr. tegen zijn oom. Teos vroeg Agesilaus en Chabrias om hun hulp, maar de laatste vertrok naar huis. Agesilaus stelde dat hij was gekomen om Egypte te ondersteunen en niet om ertegen te vechten. Met toestemming vanuit Sparta keerde Agesilaus zich dan ook tegen Teos, die daarop naar de Perzische koning in Susa vluchtte.

## Link
- Teos